# Sammy Omollo
Sammy Omollo (ur. 30 maja 1970) – kenijski piłkarz grający na pozycji obrońcy. W swojej karierze rozegrał 21 meczów w reprezentacji Kenii.

## Kariera klubowa
Swoją karierę piłkarską Omollo rozpoczął w klubie Kenya Breweries. W 1990 roku zadebiutował w nim w pierwszej lidze kenijskiej. W 1992 roku przeszedł do Gor Mahia. W 1992 roku zdobył z nim Puchar Kenii, a w 1993 roku został mistrzem tego kraju. W latach 1994–1996 ponownie grał w Kenya Breweries. W sezonach 1994 i 1996 wywalczył z nim dwa mistrzostwa Kenii.
W 1996 roku Omollo przeszedł do indyjskiego klubu East Bengal FC. W sezonie 1996/1997 zdobył z nim Puchar Indii. W 1998 roku przeszedł do Mohun Bagan AC. W sezonie 1998/1999 sięgnął z nim po Puchar Indii, w sezonie 1999/2000 został mistrzem, a w sezonie 2000/2001 - wicemistrzem tego kraju.
W 2002 roku Omollo wrócił do Kenii i do 2005 roku grał w Kenya Pipeline FC. W sezonie 2005/2006 był zawodnikiem Securicor Kitale, w którym zakończył karierę.

## Kariera reprezentacyjna
W reprezentacji Kenii Omollo zadebiutował 14 kwietnia 1991 roku w przegranym 0:1 meczu kwalifikacji do Pucharu Narodów Afryki 1992 z Sudanem, rozegranym w Chartumie. W 1992 roku został powołany do kadry na Puchar Narodów Afryki 1992. Zagrał w nim w jednym meczu grupowym, z Senegalem (0:3). Od 1991 do 2000 wystąpił w kadrze narodowej 21 razy.